# Ramla bint Abi Sufyan
Ramla bint Abi Sufyan (594 - 665) (en árabe: رملة بنت أبي سفيان) también conocida como Umm Habiba (en árabe: أم حبيبة) era la hija de Abu Sufyan ibn Harb. Era una de las esposas de Mahoma, por lo que se le dio el título de "Madre de los Creyentes".

## Primeros años
Era hija de Safiyya bint Abi al-'As y Abu Sufyan ibn Harb, el líder del clan Quraish y el más poderoso rival de Mahoma durante la mayor parte de su vida. El primer gobernante Omeya, Muawiya I, era su hermano.
Ramlah tenía una buena amistad con Uthman Ibn Affan. Eran primos hermanos por parte materna, y primos segundos por parte paterna.

## Matrimonios

### Matrimonio con Ubayd-Allah ibn Jahsh
Su primer esposo, Ubayd-Allah ibn Jahsh fue uno de los primeros en aceptar el islam. Este era el hermano de Zaynab bint Jahsh, esposa de Mahoma. 
Con el fin de evitar las hostilidades del clan Quraish, ambos emigraron a Abisinia (Etiopía), donde dio a luz a su hija Habibah bint Ubayd-Allah. Su esposo, más tarde, se convirtió al Cristianismo. Él trató de convencerla para que hiciera lo mismo, pero Ramlah se aferró al islam. Su conversión condujo a su divorcio. Ella siguió viviendo en Abisinia con su hija hasta la muerte Ubayd-Allah, un tiempo después de su divorcio.

### Matrimonio con Mahoma
Cuando Mahoma se enteró de lo que le había sucedido, decidió proponerle matrimonio a través del Negus de Abisinia, que envió la propuesta de Mahoma con Abraha, una de sus criadas. Ramlah aceptó de buen grado la propuesta matrimonial de Mahoma y le dio sus pulseras y anillos de plata a Abraha como regalo.
La ceremonia de matrimonio se llevó a cabo en Abisinia, aunque Mahoma no estaba presente. Khalid ibn Said fue elegido por ella como su tutor legal en la ceremonia nupcial. El Negus hizo la lectura del jutba (‘sermón del viernes’) y Khalid elaboró un discurso. En nombre de Mahoma, el Negus le ofreció una dote de 400 dinares a Khalid. El Negus también envió almizcle y ámbar gris a Ramlah a través de su sirvienta Abraha.
Mahoma jamás dio una dote más grande que esta al resto de sus esposas. Más tarde, el Negus hizo los preparativos necesarios para que Ramlah viajara hacia Medina. Ella llegó a Medina seis años después.

## Vida en Medina
En una ocasión, Abu Sufyan visitó a su hija Ramlah en su casa. Fue a sentarse en una silla y Ramlah retiró apresuradamente el manto de Mahoma de dicha silla antes que Abu Sufyan pudiera sentarse. Abu Sufyan la criticó por esto, afirmando que el islam le había hecho perder el respeto a su padre. Ramlah respondió que era porque ella había reconocido los diferentes estatus de Mahoma y su padre, lo que implica que Abu Sufyan no merecía sentarse en el manto de Mahoma. Murió en el año 665, durante el califato de su hermano Muawiya I, y fue sepultada en el cementerio de Jannat al-Baqi junto a las otras esposas de Mahoma.